# Giro delle Fiandre 1961
Il Giro delle Fiandre 1961, quarantacinquesima edizione della corsa, fu disputato il 26 marzo 1961, per un percorso totale di 255 km. Fu vinto dal britannico Tom Simpson, al traguardo con il tempo di 6h22'00", alla media di 40,052 km/h, davanti a Nino Defilippis e Jo de Haan.
I ciclisti che partirono da Gand furono 146; coloro che tagliarono il traguardo a Wetteren furono 53.

## Ordine d'arrivo (Top 10)
| Pos. | Corridore           | Squadra        | Tempo    |
| ---- | ------------------- | -------------- | -------- |
| 1    | Tom Simpson         | Rapha-Gitane   | 6h22'00" |
| 2    | Nino Defilippis     | Carpano        | s.t.     |
| 3    | Jo de Haan          | Saint-Raphaël  | a 11"    |
| 4    | Emile Daems         | Philco         | a 14"    |
| 5    | Michel Stolker      | Helyett-Fynsec | a 55"    |
| 6    | Camille Le Menn     | Peugeot-BP     | a 59"    |
| 7    | Jean Graczyk        | Helyett-Fynsec | a 1'00"  |
| 8    | Arthur De Cabooter  | Groene Leeuw   | s.t.     |
| 9    | Martin Vangeneugden | Baratti-Milano | s.t.     |
| 10   | Frans Schoubben     | Peugeot-BP     | s.t.     |